# Élection présidentielle américaine de 1928 en Alabama
L'élection présidentielle américaine de 1928 en Alabama a lieu le 6 novembre 1928 comme dans les 47 autres États qui composent alors les États-Unis. Les électeurs alabamiens choisissent des grands électeurs pour les représenter dans le collège électoral à travers un vote populaire. L'Alabama possède en 1928 12 grands électeurs. L'État donne l'ensemble de ses grands électeurs au candidat du Parti démocrate, le gouverneur de l'État de New York Al Smith. 
Le candidat vainqueur de ce scrutin dans tout le pays sera néanmoins le candidat républicain Herbert Hoover, qui occupera la présidence des États-Unis du 4 mars 1929 au 4 mars 1933, date à laquelle Franklin Delano Roosevelt lui succédera. 